# Бешков сенокосец
Бешков сенокосец (Cyphophthalmus beschkovi) е дребен вид паякообразно, локален пещерен ендемит за района на Западния Предбалкан. Видът е малоброен вид като популацията му вероятно е под 250 индивида.

## Разпространение
Видът е установен в Хайдушката пещера (Скоковска пещера). Пещерата се намира в района на село Девенци, област Плевен. Обитава площ от около 1600 m2 като плътността на популацията му варира от 1 до 11 индивида на m2.

## Биологични особености
Бешковият сенокосец е троглобионт. Дължината на тялото му е 1,70-2,05 mm. Среща се под парчета дърво и камъни в тъмните части на пещерата.